# Імені І.Ф.Павлова
імені І. Ф. Па́влова (каз. И.Ф. Павлов атындағы) — село у складі Костанайського району Костанайської області Казахстану. Входить до складу Александровського сільського округу.
Населення — 454 особи (2021; 719 у 2009, 758 у 1999, 873 у 1989).
До 2018 року село називалось Борис-Романовка.